# 本多利夫
本多 利夫（ほんだ としお、1939年（昭和14年）10月9日 - ）は、日本の政治家。元千葉県鴨川市長。

## 来歴
千葉県鴨川市出身。中央大学法学部卒。旧鴨川市議会議員を4期14年務め、議長も務める。1990年の鴨川市長選挙に立候補し初当選、2005年に天津小湊町と合併するまで旧鴨川市長を4期務める（1994年から3期連続無投票当選）。2005年の合併後の鴨川市長選挙に立候補し、無投票で当選する。市長を1期務め、2009年に退任した。2010年に旭日中綬章を受章。2012年に鴨川名誉市民に推戴された。